# Videum

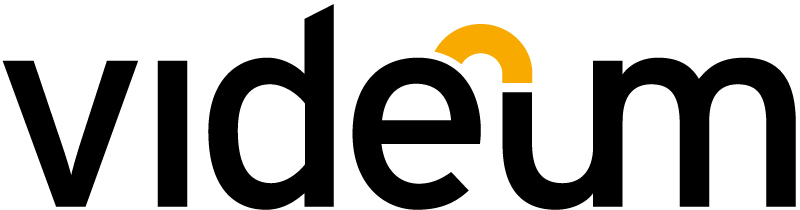
Logotyp Videum AB

Videum AB var fram till 31 december 2022 ett kommunalt bolag i Växjö, Sverige. Videums devis var "Idéer föds där människor möts". Bolaget ägde och förvaltade fastigheter för mötesplatser såsom Linnéuniversitetet, innovationsmiljön på Framtidsvägen och Teleborgs slott med tillhörande äldre byggnader. Videums fastighetsbestånd var strax över 100 000 kvm fördelat på 30-talet byggnader. Linnéuniversitetet var största hyresgäst med ca 80 000 kvm. Videum var även ägare till ett antal äldre byggnader på campusområdet varav en är Teleborgs slott, där verksamhet drivs av extern entreprenör. Videum ägdes till 100 % av Växjö kommun.

## Historia
Videum bildades 22 december 1986. 

### 1985–1995
Inspirationen till en teknik- och forskarby i Växjö uppstod i samband med invigningen av Ideon i Lund. Planeringsarbetet leddes av Gerth Christansson, som 1993 utsågs till VD för det bolag som skulle ansvara för utvecklingen.
Beslutet att bilda Videum togs av Växjö kommun i samarbete med byggföretagen Skanska och ABV. Namnet Videum, en förkortning av Växjö idécentrum, valdes genom en namntävling. Bolaget fick i uppdrag att uppföra och förvalta fastigheter samt att utveckla forskarbyns innehåll.
År 1988 invigdes Videums första kontorshus, ett projekt som genomfördes i samarbete med Länsarbetsnämnden, Växjö kommun, Videum och Högskolan i Växjö. Högskolans bibliotek stod färdigt 1995, och dess ritningar togs fram genom ett beredskapsarbete för arbetslösa arkitekter och ingenjörer.

### 1995–2005
I mitten av 1990-talet blev Växjö kommun ensam ägare till Videum. Under denna tid växte Högskolan i Växjö med flera nya fastigheter, och dess science park utvecklades till att omfatta 5 000 kvadratmeter för företagande i kvarteret Forskaren.
År 1999 instiftade Videum ett entreprenörspris som skulle tilldelas forskare eller forskarstuderande som gjort betydande insatser för entreprenörskap och nyföretagande. Samma år erhöll högskolan status som universitet med 10 000 studenter, och antalet byggnader ökade, bland annat för polisutbildning, ekonomihögskola och samhällsvetenskapliga institutionen. Hus K, en av dessa byggnader, vann ett arkitekturpris.
Vid millennieskiftet blev Videum också ägare av Teleborgs slott och började satsa på kvarteret Uppfinnaren genom att planera byggnaderna Alpha och Bravo. För att möta behoven hos en modern science park anställde Videum affärsrådgivare och nätverksbyggare.
Kvarteret Uppfinnaren på Framtidsvägen byggdes med både traditionella kontorslokaler och moderna öppna kontorslandskap för småföretagare, kallat Videum Creative Arena. År 2003 passerade antalet företag 80 och Videums fastighetsyta uppgick till 80 000 kvadratmeter. Samma år invigdes det nyrenoverade Teleborgs Slott.

### 2005–2015
Videum var en av grundarna när branschföreningen SISP bildades 2005.
År 2006 invigdes Hus Delta, där Sveriges Television blev största hyresgäst. Byggnaden fick snabbt smeknamnet "mediehuset" eftersom den var avsedd för företag inom mediebranschen.
På begäran av hyresgästerna invigdes Videum konferens 2010, en anläggning med mötesrum, lobby och modern teknik.
Linnéuniversitetet bildades genom en sammanslagning av Växjö universitet och Högskolan i Kalmar.
År 2013 startade Forskarluncher, ett öppet evenemang för företagare, forskare och intresserad allmänhet. Vid den tiden hade Videum Science Park cirka 100 hyresgäster och totalt 450 anställda.
I samarbete med bland annat Kalmar Science Park startade Videum nätverken Investerare sydost och IEC.
Under 2015 såldes kvarteret Forskaren för att ge plats åt studentbostäder. Vid den tidpunkten hade Videum 21 anställda och ägde cirka 30 byggnader med ett fastighetsbestånd på nästan 100 000 kvadratmeter.

### 2016–2020
I början av 2017 påbörjades tre nybyggnationer som alla togs i bruk under 2018:
Epic - En kunskaps- och samverkansnod för näringslivet, Linnéuniversitetet och gymnasieskolan. Visionen är att kunna tillhandahålla den tekniska kompetens som företagen i regionen behöver, både vad gäller kvantitet och kvalitet. Utbyggnad av polisutbildningen - En utbyggnad på 3 000 kvadratmeter med fler övningsmiljöer, inklusive idrottshall, lägenheter, socialkontor och arrest, samt grupp- och konferensrum och kontor för polisutbildningen. Expansion av Videum Science Park - En sammanbyggnation om 5 500 kvadratmeter för kontors- och möteslokaler, en ny restaurang och gemensamma ytor för både planerade och spontana möten. 
Dessutom utvecklades Labbmiljöer för innovation (Videum Innovation Lab) och virtual reality (Videum VR), och viktiga steg togs för att forma framtida verksamheter. Coronapandemin accelererade behovet av lösningar för digitala möten och hybridmöten.

### 2021–2022
Projektet Innovationslänken för IT och industri i Kronoberg startade i samarbete med Campus Ljungby och Linnéuniversitetet, med finansiering från Europeiska regionala utvecklingsfonden och Region Kronoberg.
Investeringar gjordes i solceller, bland annat på Videums eget kontor och för ett skärmtak vid cykelparkeringen, vilket möjliggör laddning av elcyklar utomhus.
(H)OUR OFFICE ersatte Videum Creative Arena och erbjöd nya möjligheter att hyra kontorsplats. Dessutom byggdes en studiomiljö kallad (H)OUR STUDIO i Videum Science Park, utrustad för att livesända och spela in föreläsningar och panelsamtal.
Ett pilotprojekt, (H)OUR POWER, lanserades med en träningslokal för hyresgäster i Videum Science Park.
Under 2021 fattade kommunfullmäktige beslut om en ny bolagsstruktur för Växjö kommun, vilket resulterade i bildandet av Växjö Linnæus Science Park vid årsskiftet 2021/22. Videum AB fanns kvar till den 31 december 2022 och slogs därefter samman med lokalbolaget Vöfab. Från den 1 januari 2022 togs science park-verksamheten över av det nya bolaget.
Videum fortsatte att investera i solcellsanläggningar och laddstolpar för elfordon. Som ett uppdrag från kommunfullmäktige arbetade Videum också med att öka attraktiviteten för Teleborgs slottsområde som besöksmål.